# 佛得角真巨口魚
佛得角真巨口魚（学名：Eustomias insularum）为輻鰭魚綱巨口鱼目巨口鱼科的其中一種。分布於北大西洋海域，為深海魚類，棲息深度500-580公尺。

## 扩展阅读
維基物種上的相關：佛得角真巨口魚